# Clive (Iowa)
Clive è un comune degli Stati Uniti d'America, situato in Iowa, nella contea di Polk e in parte nella contea di Dallas.